# DR 7.0

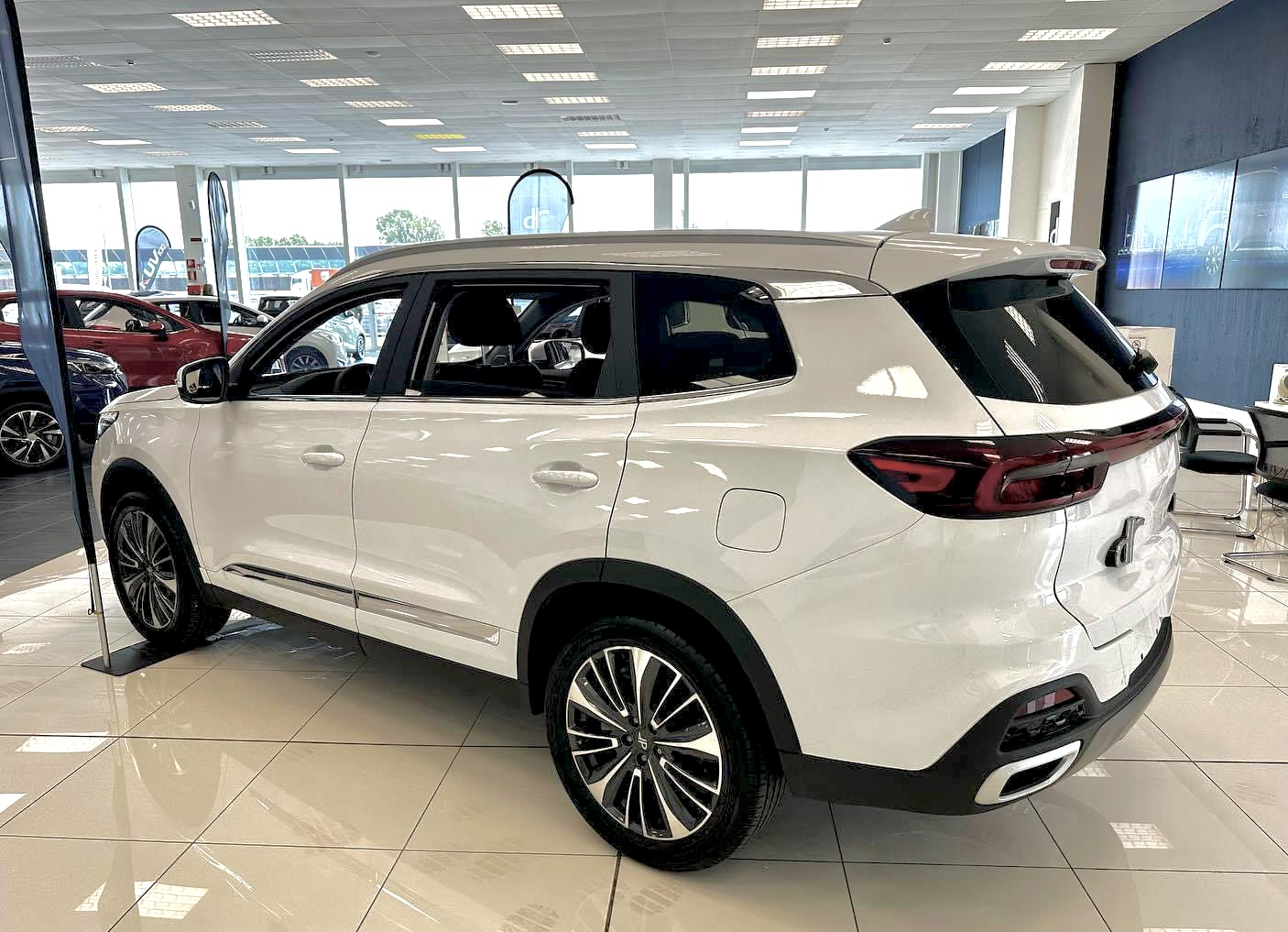
Heckansicht

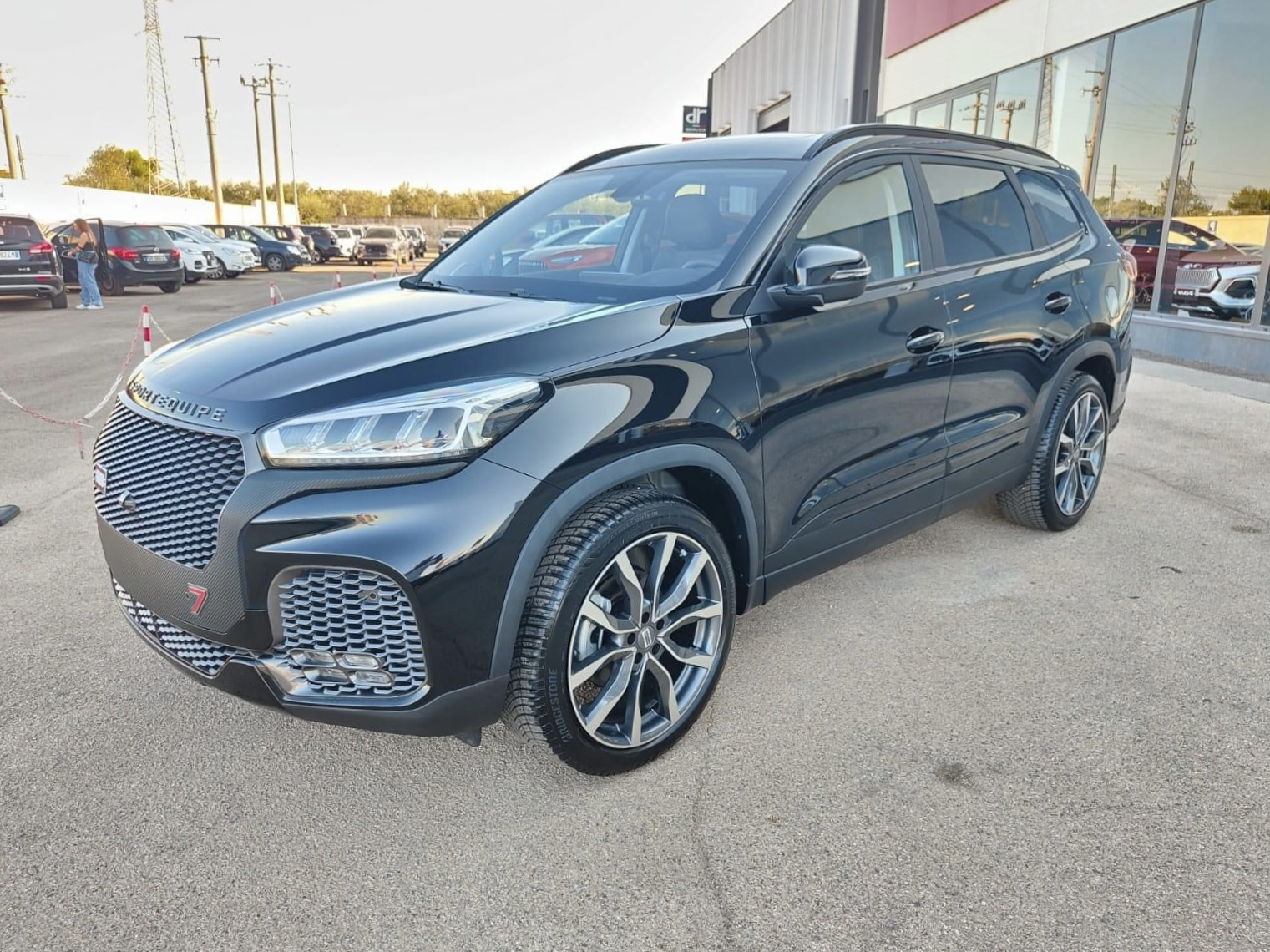
Sportequipe 7

Der DR 7.0 ist ein Sport Utility Vehicle des italienischen Automobilherstellers DR Automobiles, das baugleich mit dem chinesischen Tiggo 8 Plus von Chery ist.

## Geschichte
Vorgestellt wurde das siebensitzige Fahrzeug im Juni 2022 auf der Milano Monza Motor Show. Ab April 2023 wurde es in Italien verkauft. In der Modellpalette des Herstellers war das SUV als Topmodell oberhalb des fünfsitzigen DR 6.0 positioniert. 
Eine sportlicher gestaltete Version der Baureihe ist der Sportequipe 7. Der EVO 7, der von der zu DR Automobiles gehörenden Marke EVO angeboten wird, hat ähnliche Dimensionen, basiert aber auf dem JAC X8.

## Technische Daten
Angetrieben wird der Wagen von einem 118 kW (160 PS) starken 1,5-Liter-Ottomotor mit Turbolader. Auf 100 km/h soll der Fünfsitzer in 10,5 Sekunden beschleunigen, die Höchstgeschwindigkeit gibt der Hersteller mit 190 km/h an. Die Baureihe erfüllt die Euro 6d-Abgasnorm. Gegen Aufpreis ist das SUV mit einem Flüssiggas-Antrieb erhältlich. Eine Version mit Plug-in-Hybrid-Antrieb folgte 2024.
|                                             | DR 7.0                       | DR 7.0 Plug-in-Hybrid           | Sportequipe 7                |
| Bauzeitraum                                 | 2023–2024                    | seit 2024                       | 2023–2025                    |
| Motorkenndaten                              |                              |                                 |                              |
| Motortyp                                    | R4-Ottomotor                 | R4-Ottomotor + 2 Elektromotoren | R4-Ottomotor                 |
| Hubraum                                     | 1498 cm³                     | 1498 cm³                        | 1498 cm³                     |
| max. Leistung des Verbrennungsmotors        | 118 kW (160 PS) / 5680 min−1 | 108 kW (146 PS) / 5500 min−1    | 118 kW (160 PS) / 5680 min−1 |
| max. Leistung der Elektromotoren            | —                            | 55 kW (75 PS) und 70 kW (95 PS) | —                            |
| max. Systemleistung                         | —                            | 233 kW (317 PS)                 | —                            |
| max. Drehmoment des Verbrennungsmotors      | 210 Nm / 3600 min−1          | 210 Nm / 1750–4000 min−1        | 210 Nm / 3600 min−1          |
| max. Drehmoment der Elektromotoren          | —                            | 155 Nm und 160 Nm               | —                            |
| Kraftübertragung                            |                              |                                 |                              |
| Antrieb, serienmäßig                        | Vorderradantrieb             | Vorderradantrieb                | Vorderradantrieb             |
| Antrieb, optional                           | —                            | —                               | —                            |
| Getriebe, serienmäßig                       | 6-Stufen-Automatikgetriebe   | Dediziertes Hybridgetriebe      | 6-Stufen-Automatikgetriebe   |
| Getriebe, optional                          | —                            | —                               | —                            |
| Messwerte                                   |                              |                                 |                              |
| Höchstgeschwindigkeit                       | 190 km/h                     | 201 km/h                        | 190 km/h                     |
| Beschleunigung, 0–100 km/h                  | 10,5 s                       | 6,9 s                           | 10,0 s                       |
| Tankinhalt                                  | 51 l                         | 55 l                            | 51 l                         |
| Energieinhalt Lithium-Ionen-Akku            | —                            | 19,3 kWh                        | —                            |
| Kraftstoffverbrauch auf 100 km (kombiniert) | 8,0 l Super                  | 1,0 l Super                     | 8,0 l Super                  |
| CO2-Emissionen (kombiniert)                 | 182 g/km                     | 22 g/km                         | 182 g/km                     |
| Abgasnorm                                   | Euro 6d                      | Euro 6e                         | Euro 6d                      |